# Жан-Франсоа Сеге
Жан-Франсоа Сеге (фр. Jean-François Séguier; 25. новембар 1703 — 1. септембар 1784) био је француски археолог, епиграфиста, астроном и ботаничар из Нима.

## Биографија
Студирао је право на Универзитету Монтпељеу, за то време је развио страст према ботаници. Он је био пријатељ и сарадник археолога Сципиона Мафеја, са којим је отишао на проширену научну турнеју по Европи (1732-1736). Боравио је у Верони од 1736. до 1755. године. Године 1755. постао је члан Академије у Ниму Académie de Nîmes, радећи као стални секретар secrétaire perpétuel од 1765. до 1784. године. Године 1772. постао је члан Академије за регистрацију и лепу књижевност Academy of des Inscriptions et Belles-Lettres.
Умро је Ниму од можданог удара 1. септембара 1784. године.

## Епоними
Биљни род Seguieria (породица Petiveriaceae ), ботаничка врста Ranunculus seguieri (Вил., 1779.) и Euphorbia seguieriana (Некер, 1770.) су именовани у његову част.

## Објављени радови
Његова писана дела укључују детаљан опис флоре у околини Вероне, под називом Plantae Veronenses, seu Stirpium quae in agro Veronensi repriuntur (3 тома 1745–1754. Остала запажена дела повезана са Сигеом су:
- Bibliotheca botanica, sive, Catalogus auctorum et librorum omnium qui de re botanica, de medicamentis ex vegetabilibus paratis, de re rustica, & de horticultura tractant, 1740.
- Dissertation sur l'ancienne inscription de la Maison-carrée de Nismes, 1759−2013; Dissertation on the ancient inscriptions of the Maison Carrée in Nîmes.
- Jean-François Séguier, Pierre Baux, lettres : 1733-1756.